# Paama (langue)
Pour les articles homonymes, voir Paama.
Le paama (lanus, « langue (de Paama) », ou selusien tenout Voum, « langue de Paama », en paama) est une langue océanienne parlée au Vanuatu par environ 6 000 personnes (en 1996), principalement sur l’île du même nom, mais aussi dans l’est d’Epi et à Port-Vila, la capitale. Il est proche de l’ambrym du Sud-Est.

## Écriture
L’alphabet latin est utilisé pour l’écriture du paama.
| a | b | d | e | g | h | i | k | l | m | n | ng | o | p | r | s | t | u | v |

La longueur de voyelles, indiquée avec le macron dans le dictionnaire paama de Crowley, n’est normalement pas notée dans l’orthographe.